# Megaselia praeacuta
Megaselia praeacuta är en tvåvingeart som först beskrevs av Schmitz 1919.  Megaselia praeacuta ingår i släktet Megaselia och familjen puckelflugor. Arten är reproducerande i Sverige. Inga underarter finns listade i Catalogue of Life.